# Konomihu
Le konomihu est une langue amérindienne  de la famille des langues shastanes parlée aux États-Unis, dans l'extrême Nord de la Californie. La langue est éteinte.

## Histoire de la langue
Le konomihu était parlé jusqu'au XIXe siècle sur la rivière Salmon, dans le Nord de la Californie. La ruée vers l'or qui toucha la région fut fatale aux Konomihu qui s'assimilèrent vers 1860 aux Shastas. En 1903, Dixon put recueillir quelques dizaines de mots de deux sœurs qui les avaient appris dans leur enfance de leur grand-mère.